# 189 km (obwód moskiewski)
189 km, także 190 km (ros. 189 км, 190 км) – przystanek kolejowy w miejscowości Sawwinskaja Słoboda, w rejonie odincowskim, w obwodzie moskiewskim, w Rosji. Położony jest na Wielkim Pierścieniu Kolei Moskiewskiej.